# Giordano Turrini
Giordano Turrini (Anzola dell'Emilia, 28 marzo 1942) è un ex pistard italiano, medaglia d'argento nella velocità ai Giochi olimpici di Città del Messico 1968 e campione del mondo del tandem nello stesso anno. Da professionista fu due volte vice-campione del mondo nella velocità (1973 e 1976).

## Carriera

### Dilettante
Specialista nelle gare su pista, nel 1964 fu campione italiano dilettanti nel tandem, in coppia con Vanni Pettenella, anche se solo per il rifiuto di Bianchetto e Damiano di disputare la finale. L'anno successivo si laureò Campione italiano nella velocità.
Ai Campionati del mondo di ciclismo su pista 1965 conquistò la medaglia d'argento nella velocità dietro al prestante sovietico Omar Pkhak'adze, dopo aver vinto una combattutissima semifinale contro il francese Pierre Trentin. La prima prova di tale confronto, vinta dal francese, fu ripetuta ben cinque volte per tre cadute dell'italiano e due interruzioni del surplace da parte del medesimo. Poi Turrini riuscì a superare l'avversario nelle due prove successive.
Nel 1966 fu medaglia di bronzo iridata nel tandem in coppia con Walter Gorini dietro agli imbattibili francesi Pierre Trentin e Daniel Morelon e campione d'Italia nella medesima specialità, sempre in coppia con Gorini. Nel 1967 fu nuovamente campione italiano nella velocità ma, in coppia con Luigi Borghetti, non andò oltre la medaglia d'argento nel tandem. L'anno dopo ottenne il risultato inverso, fu cioè campione d'Italia nella specialità del tandem, gareggiando di nuovo insieme a Gorini ma dovette arrendersi in finale nella velocità a Dino Verzini.
Nel 1968, al culmine della sua carriera da dilettante, partecipò ai Giochi della XIX Olimpiade di Città del Messico. Batté Trentin in semifinale e conquistò la medaglia d'argento nella velocità dietro soltanto a Morelon. Nella prima delle due prove tuttavia, Turrini smise di gareggiare ed alzò la mano reclamando per una presunta scorrettezza del transalpino, che era già stato sanzionato per lo stesso motivo nelle eliminatorie. Nonostante la protesta ufficiale, presentata dal commissario tecnico Guido Costa, la giuria convalidò la vittoria a Morelon che si aggiudicò anche la seconda prova e il titolo olimpico davanti ad un ormai sfiduciato Turrini.
Poche settimane dopo, ai Campionati del mondo di ciclismo su pista di Montevideo, perse nella semifinale della velocità dal danese Niels Fredborg e poi dovette accontentarsi del quarto posto. Nel tandem invece,  approfittando dell'assenza della squadra francese, conquistò il titolo mondiale in coppia con Gorini.

### Professionista

Giordano Turrini nel 1973

Passato al professionismo l'anno seguente non entrò nei primi quattro nella velocità ai campionati italiani e, pertanto, non fu convocato per i campionati del mondo. Diversamente, nel 1970, batté Sante Gaiardoni in due sole prove e si laureò per la prima volta campione italiano professionisti. Ai mondiali, tuttavia, si fermò ai quarti di finale, battuto in tre prove dall'australiano Johnson. 
Nel 1971 si confermò campione d'Italia davanti a Giuseppe Beghetto ma ai Campionati del mondo fu una delle vittime delle scorrettezze della squadra australiana. Ryan fece prima cadere fuori pista Beghetto e poi minacciò verbalmente Turrini, tanto che il tecnico Guido Costa intervenne in suo favore brandendo una chiave inglese. Nella finale per il terzo posto Turrini finì all'ospedale per un'altra scorrettezza di Johnson, suscitando nuovamente le ire di Costa che sferrò all'australiano un pugno in pieno petto. Johnson fu poi squalificato e la medaglia di bronzo assegnata a Turrini.
Il pistard emiliano fu terzo anche ai campionati mondiali di velocità del 1972, battendo nella finalina il campione uscente Leijn Loevesijn dopo aver perso in semifinale dal belga Robert Van Lancker che vincerà il titolo iridato. Nel 1973 conquistò la medaglia d'argento ancora dietro a Van Lancker. L'anno dopo fu penalizzato dalla inconsueta pista corta del Velodromo olimpico di Montréal e non andò oltre il quarto posto. Nel 1975 perse nei "recuperi", come d'altronde tutti i suoi compagni di squadra
Turrini fu ancora vice-campione del Mondo nel 1976, dietro all'australiano John Nicholson, dopo aver eliminato in sole due prove, in semifinale, il futuro pluri-campione mondiale Koichi Nakano. Nella semifinale dei mondiali del 1977, in Venezuela, nulla poté, stavolta, contro Nakano - che andrà a vincere il primo dei suoi dieci titoli mondiali - e dovette accontentarsi del quarto posto. Nel 1979 non andò oltre i quarti di finale nella velocità ma vinse la gara ufficiosa del Keirin che, dall'anno successivo, sarebbe entrata nel programma ufficiale dei campionati del mondo. Trentottenne, partecipò un'ultima volta al mondiale del 1980, conseguendo un'onorevole quarto posto dietro a Daniel Morelon.
Disputò undici finali consecutive ai campionati italiani di ciclismo su pista, vincendone otto. Oltre alle due sopra citate, vinse anche nel 1972, 1974, 1975, 1978, 1979 e 1980. Inoltre giunse tre volte secondo dietro a Ezio Cardi. Al suo palmarès da professionista vanno aggiunti sei titoli di campione europeo.

### Dopo il ritiro
Turrini ha abbandonato il ciclismo agonistico alla fine del 1980, proseguendo a dedicarsi all'attività di impiegato comunale di Bologna che già svolgeva in precedenza.

## Palmarès
- 1968 (Dilettanti)

Campionati del mondo, Tandem
- 1970

Campionati italiani, Velocità
- 1971

Campionati italiani, Velocità
- 1972

Campionati italiani, Velocità
Campionati europei, Velocità
- 1974

Campionati italiani, Velocità
Campionati europei, Velocità
- 1975

Campionati italiani, Velocità
- 1976

Campionati europei, Velocità
- 1977

Campionati europei, Velocità
- 1978

Campionati italiani, Velocità
Campionati europei, Velocità
- 1979

Campionati italiani, Velocità
Campionati europei, Velocità
- 1980

Campionati italiani, Velocità

## Piazzamenti

### Competizioni mondiali
- Campionati del mondo

San Sebastián 1965 - Velocità Dilettanti: 2º
Francoforte 1966 - Tandem: 3º
Montevideo 1968 - Tandem: vincitore
Montevideo 1968 - Velocità Dilettanti: 4º
Varese 1971 - Velocità: 3º
Marsiglia 1972 - Velocità: 3º
San Sebastiàn 1973 - Velocità: 2º
Montréal 1974 - Velocità: 4º
Rocourt 1975 - Velocità: 6º
Monteroni 1976 - Velocità: 2º
San Cristóbal 1977 - Velocità: 4º
Monaco di Baviera 1978 - Velocità: 4º
Amsterdam 1979 - Velocità: 7º
Besançon 1980 - Keirin: 4º
Besançon 1980 - Velocità: 4º
- Giochi olimpici

Città del Messico 1968 - Velocità: 2º